# Ewald Rübsaamen

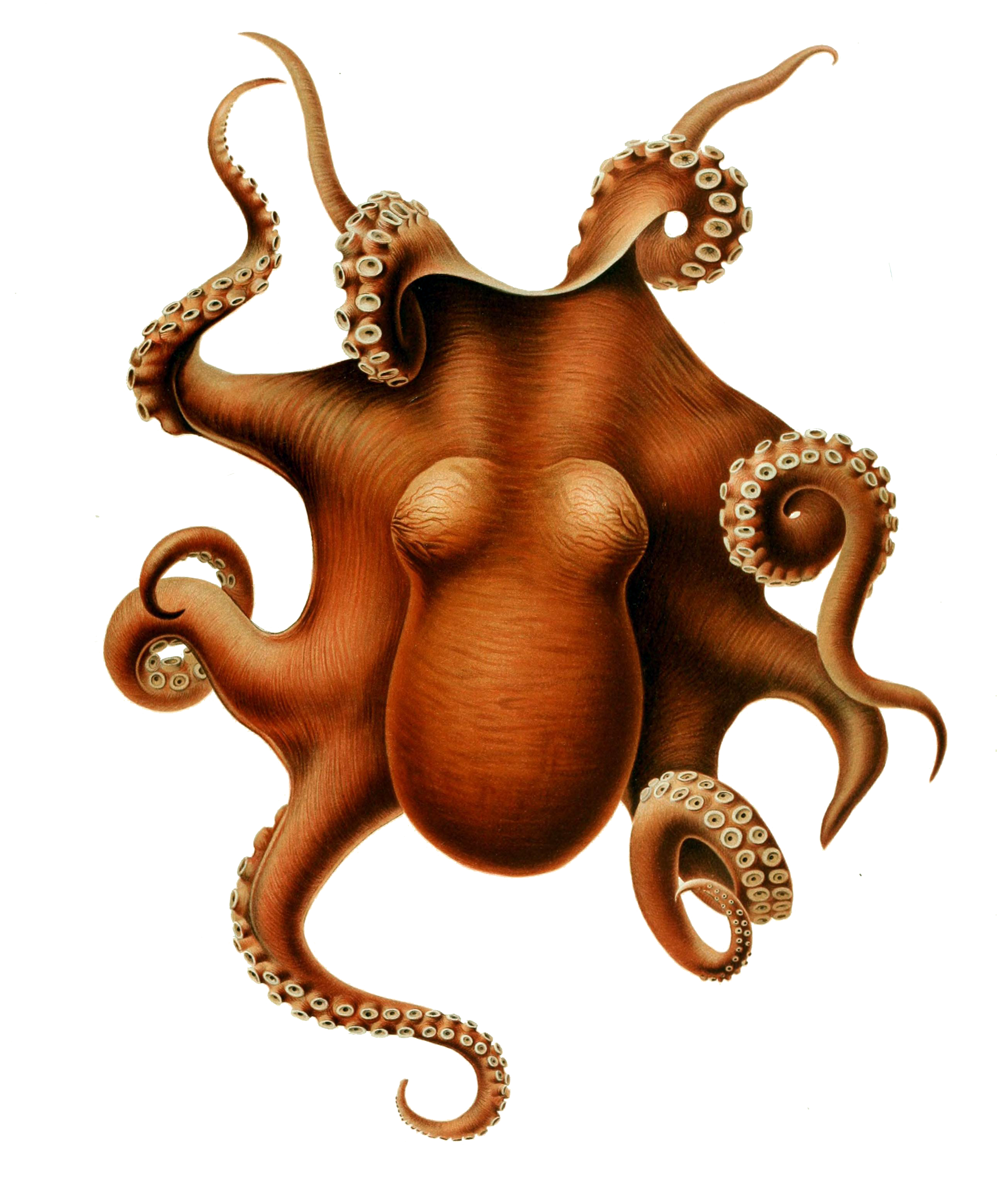
Benthoctopus levis, tekening van Ewald Rübsaamen voor een werk van Carl Chun uit 1915

Ewald Heinrich Rübsaamen (Haardt (thans Weidenau, stadsdeel van Siegen), 20 mei 1857 - Koblenz-Metternich, 17 maart 1919) was een Duits bioloog, die een autoriteit was op het gebied van galmuggen.
Hij volgde een opleiding tot leraar en illustrator. Als leraar studeerde hij als autodidact botanica en zoölogie. Zijn interesse ging vooral uit naar bladgallen en de galmuggen die ze veroorzaakten en dit bezorgde hem rond 1892 een baan aan het Berlijnse Museum für Naturkunde. Hij beschreef soorten van over de hele wereld die verzamelaars opstuurden naar Berlijn, en stond bekend om zijn kwalitatief hoogstaande tekeningen. Hij illustreerde niet alleen eigen publicaties maar maakte ook tekeningen voor anderen.
Van 1902 tot zijn dood leidde hij in het Rijnland de bestrijdingscampagne tegen de druifluis in de wijnbouw, maar hij bleef nieuwe geslachten en soorten galmuggen beschrijven. In 1912 verleende het ministerie van landbouw hem de titel van Professor.

## Polemiek met Kieffer
Gedurende enkele jaren ontwikkelde er zich een polemiek tussen Rübsaamen en de Franse entomoloog Jean-Jacques Kieffer, die ook veel over galmuggen publiceerde. Beiden wezen in hun publicaties op (vermeende) fouten van de andere.
Dit mondde uit in persoonlijke aanvallen op elkaar, een zeldzaamheid in de wetenschappelijke literatuur. In 1896 schreef Kieffer het artikel "Über die Unterscheidungsmerkmale der Gallmücken", dat quasi volledig gewijd was aan het tegenspreken en ontkrachten van stellingen en beweringen van Rübsaamen, die hij beschuldigde van "seine Zuflucht zu Unwahrheiten" te nemen. Rübsaamen reageerde daarop met het artikel "Zurückweisung der Angriffe in J.J. Kieffer's Abhandlung: Die Unterscheidungsmerkmale der Gallmücken", dat in vier episoden verscheen in dezelfde Entomologische Nachrichten in 1896 (blz. 119-127, 154-158, 181-187, 202-211). Hij gebruikte voor deze rechtzetting als motto een Bijbelcitaat: "Aus deinen Worten wirst du verdammt werden." ("Op grond van je woorden zul je worden veroordeeld", Matth. 12, 37). Hij schreef dat het artikel "Über die Unterscheidungsmerkmale der Gallmücken" van Kieffer in werkelijkheid "fast nur gehässige Ausfälle, die gegen meine Person gerichtet sind", bevatte.
Volgens Raymond Gagné kwam de vijandigheid van Rübsaamen jegens Kieffer deels voort uit afgunst. Kieffer had een veel hogere productiviteit dan Rübsaamen met zijn nauwgezette werkwijze.
- Stuttgart Database of Scientific Illustrators 1450–1950: 10344
- Gemeinsame Normdatei: 1027163025
- International Standard Name Identifier: 0000 0003 8439 2787
- Library of Congress Control Number: no97001467
- Nationale bibliotheek van Australië: 62009359
- Nationale Bibliotheek van Israël: 987007396167005171
- Nederlandse Thesaurus van Auteursnamen: 130493562
- Réseau des bibliothèques de Suisse occidentale: 02-A003774422
- Istituto Centrale per il Catalogo Unico: LO1V365038
- Système universitaire de documentation: 145488489
- Virtual International Authority File: 275960169
- WorldCat: E39PBJbM37pJMxvTr8yDbBXcfq